# Трахит

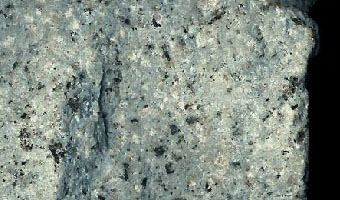
Трахит

Трахи́т (от греч. τραχύς — шероховатый, неровный) — магматическая вулканическая горная порода среднего состава, умереннощелочного ряда щёлочности из семейства трахитов. Является эффузивным аналогом сиенита. Неизменённая (кайнотипная) порода. Главным компонентом является калиевый полевой шпат, преобладающий над кислым плагиоклазом; из темноцветных минералов присутствуют в небольшом количестве биотит, а также амфибол и пироксен. Вкрапленники представлены стекловидным санидином, менее кислым плагиоклазом, из темноцветных — биотитом и амфиболом.
Цвет — серовато-белый, серый, розоватый, желтоватый или коричневатый. Структура — порфировая, скрытокристаллическая. Текстура — полосчатая, пористая, флюидальная. Плотность — 2,5 г/см³.
Форма залегания — потоки, купола, щитовидные вулканы, небольшие гипабиссальные интрузии и дайки. Отдельность столбчатая.
Средний химический состав. SiO2 58—64 %, ТіO2 0.5—1 %, Al2O3 15—20 %, Fe2O3 2—3 %, FeO 2—3 %, MgO 1—2 %, CaO 2—4 %, Na2O 3—6 %, К2О 4—6 %.
Среди горных пород трахитового состава с повышенным содержанием кремнезёма выделяются кварцевые трахиты с содержанием SiO2 62—67 %, а также породы, переходные между трахитами и риолитами — трахириолиты, дацитами — трахидациты, и риодацитами — трахириодациты.

## Диагностика
Макроскопически очень похожи на риолиты, но отличаются от них по отсутствию порфировых выделений кварца. Имеют шероховатый излом.

## Месторождения
Белоруссия, Чехия, Франция, Северная Италия, Азербайджан, Армения, Северный Кавказ и др.

## Практическое значение
Красиво окрашенный трахит является декоративным и поделочным камнем. Многие венецианские улицы — калле, вымощены плиткой из трахита.